# Kašov
Kašov (em húngaro: Kásó) é um município da Eslováquia, situado no distrito de Trebišov, na região de Košice. Tem 8,88 km² de área e sua população em 2018 foi estimada em 290 habitantes.

## Demografia
| Ano:        | 1994 | 2004    | 2014   | 2024   |
| ----------- | ---- | ------- | ------ | ------ |
| Broj ljudi: | 354  | 278     | 288    | 294    |
| Razlika:    |      | -21,46% | +3,59% | +2,08% |

| Ano:               | 2023 | 2024   |
| ------------------ | ---- | ------ |
| Número de pessoas: | 288  | 294    |
| Diferença:         |      | +2,08% |